# Митоза
Митозата (от гръцки: митос – „нишка“, „влакно“) е процес на равномерно разпределение на генетичния материал на майчината клетка в две дъщерни клетки. В резултат от митозата от една майчина клетка се получават две дъщерни с еднакъв брой хромозоми, равен на броя на хромозомите в майчината клетка.
Преди да започне същинското делене, във всяка клетка протичат процеси на подготовка, които се наричат интерфаза. Интерфазата включва:
1. Увеличаване на клетъчната маса чрез усилен синтез на белтъци.
2. Репликация на ДНК.
3. Натрупване на енергия.

В края на интерфазата всички синтезни процеси спират. Клетката започва да се дели.

## Фази
Самото митотично делене протича в пет фази – профаза, метафаза, анафаза, телофаза и цитокинеза.

### Профаза
Профазата е началната фаза на делене на клетката. Ядрената мембрана изчезва, хроматиновите нишки в ядрото се удвояват и се спирализират, оформяйки две еднакви дълги спирали – хромозоми, свързани с центромер. Двете центриоли се придвижват към противоположните полюси на клетката. Центриолите пускат протеинови нишки, които се свързват и образуват сфера (вретено).

### Метафаза
Хромозомите се придвижват към екваториалната зона на делителното вретено, като се изравняват, прикрепени чрез центромерите си (сферичките помежду им) към нишките на вретеното.

### Анафаза
Започва разделяне на бивалентите, като по една цяла хромозома от двойка се отправя към полюсите, като във всеки полюс има по една хромозома от всеки бивалент.

### Телофаза
Телофазата е последната фаза на митозата. Нишките на вретеното изчезват и около всяка група дъщерни хромозоми се формира нова ядрена мембрана – образували са се нови ядра, в които хромозомите се деспирализират и отново образуват нишкоподобна маса.
|         |
| Профаза |

|             |
| Прометафаза |

|          |
| Метафаза |

|         |
| Анафаза |

|          |
| Телофаза |